# Vampyroteuthidae
Die Vampyroteuthidae sind eine Familie von Vampirtintenfischen, innerhalb der Ordnung der Vampirtintenfischähnlichen, von denen bisher überwiegend ausgestorbene Arten, sowie die rezenten Spezies Vampyroteuthis infernalis und Vampyroteuthis pseudoinfernalis wissenschaftlich beschrieben wurden.

## Allgemeines
Vampirtintenfische besitzen sowohl Eigenschaften von Kalmaren, als auch von Kraken, ohne zu einer der beiden Gruppen zu zählen.
Im Unterschied zu der Mehrzahl der bisher erforschten Tintenfische, können sie sich mehrfach vermehren, während ihre nahen Verwandten semelparitär sind. Daher wird davon ausgegangen, dass ihre Lebenserwartung deutlich höher ist, als im Flachwasser lebenden Kopffüßer.
Die Kopffüßer leben ausschließlich in der Tiefsee, wo sie sich von Detritus ernähren.

## Systematik

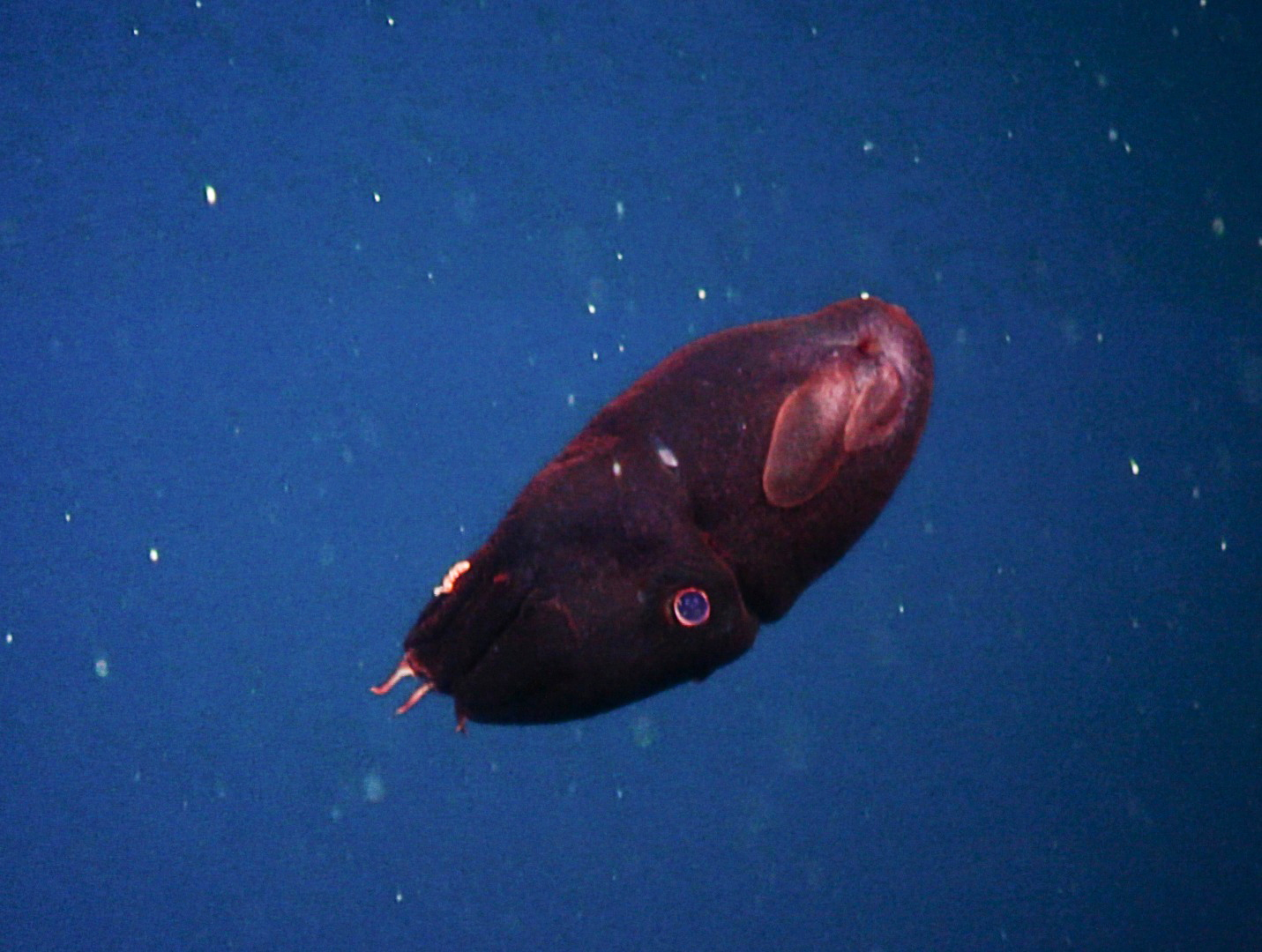
Aufnahme eines jungen Vampyroteuthis infernalis

Die Familie der Vampyroteuthidae setzt sich aus mehreren Gattungen zusammen. Die Existenz von der Mehrzahl der bisher entdeckten Vampirtintenfische ist lediglich anhand von Fossilfunden belegt.
Der 1903 von Carl Chun beschriebenen Gattung Vampyroteuthis wurden mittlerweile zwei rezente Spezies zugeordnet;
- Vampyroteuthis infernalis (entdeckt während der Valdivia-Expedition 1898–99)[4]

- Vampyroteuthis pseudoinfernalis (2024 entdeckt)[5]

Die 1942, von Miklós Kretzoi beschriebene Gattung Necroteuthis ist monotypisch. Die einzige, dazugehörige Art, der Necroteuthis hungarica, trat spätestens im Oligozän auf und lebte in der Tiefsee des eurasischen Randmeeres Paratethys.

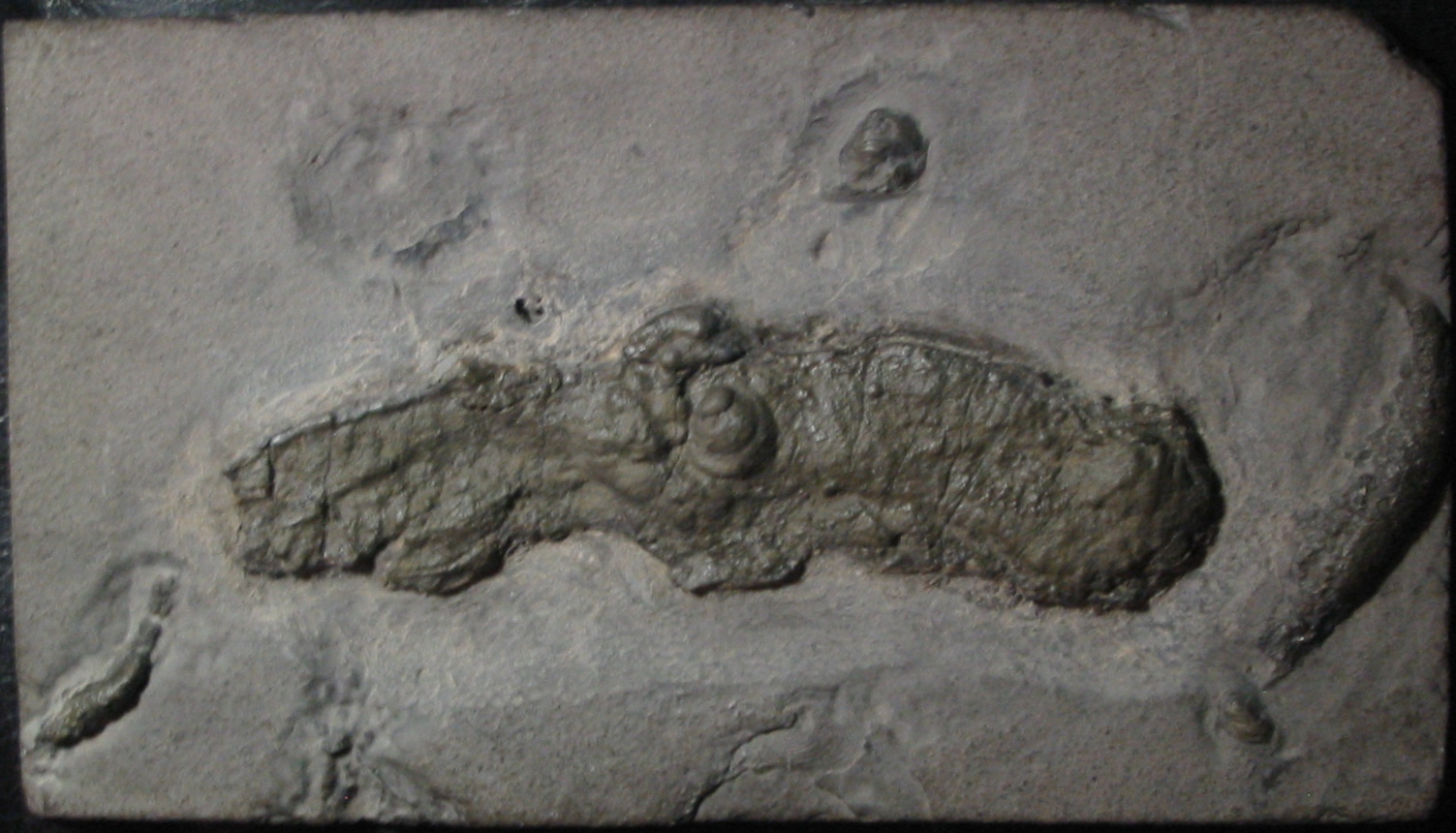
Im französischen Voulte-sur-Rhône gefundenes Fossil der ausgestorbenen Art Vampyronassa rhodanica, aus der Gattung Vampyronassa

Die Gattung Vampyronassa enthält die ausgestorbene Spezies Vampyronassa rhodanica, die 2002 von Albrecht Fischer und Bernard Riou wissenschaftlich beschrieben wurde.